# Square de l'Accueil
 (signalé en août 2025).
Si vous disposez d'ouvrages ou d'articles de référence ou si vous connaissez des sites web de qualité traitant du thème abordé ici, merci de compléter l'article en donnant les références utiles à sa vérifiabilité et en les liant à la section « Notes et références ».
- Archive Wikiwix
- Bing
- Cairn
- DuckDuckGo
- E. Universalis
- Gallica
- Google
- G. Books
- G. News
- G. Scholar
- Persée
- Qwant
- (zh) Baidu
- (ru) Yandex
- (wd) trouver des œuvres sur Wikidata

Le square de l'Accueil (en néerlandais : Onthaalsquare) est un square bruxellois de la commune d'Evere, situé au croisement de la rue du Tilleul et de la chaussée de Haecht.
La numérotation des habitations va de 1 à 8 dans le sens inverse des aiguilles d'une montre.